# Sergio Rockstar
Sergio Newell (St. Paul, Minnesota; 17 de julio de 1992) conocido profesionalmente como Sergio Rockstar es un rapero, productor discográfico y actor estadounidense. 
Se hizo popular en 2015 con su single de estudio Hearse Flow, este comenzó a ganar reconocimiento a través de plataformas como SoundCloud y YouTube. Su popularidad creció después de la publicación de su canción "Like A Pic" en octubre de 2015.
También es conocido por haber publicado varios Mixtapes en colaboración con artistas de SSXW.

## Discografía

### Singles
- 2015: Hearse Flow
- 2015: Like A Pic (con Clavin)
- 2017: Tax Money Rich
- 2017: No Play Play
- 2018: Future Ex (con Majisty) [Delirium Records]